# Литейный (телесериал)
«Лите́йный» (ранее — «Литейный, 4») — российский остросюжетный детективный телесериал с элементами комедии и боевика производства телеканала «НТВ» о работе специального отдела по расследованию особо важных дел, расположившегося в доме № 4 по Литейному проспекту в Санкт-Петербурге.
Премьерный показ многосерийного криминального фильма начался 31 марта 2008 года на «НТВ».
Специальный отдел подчиняется только президенту страны и высшему руководству ФСБ и МВД России. Для работы в составе команды отобраны лучшие из лучших, способные трудиться на пределе своих возможностей, расследуя самые громкие дела и дела государственной важности. Роли в сериале исполняют уже прославившиеся «менты», но теперь под своими настоящими именами. Каждая серия имеет самостоятельный сюжет, в каждом из которых группе профессионалов приходится решать в ходе расследования особо опасные задачи и даже рисковать собственной жизнью.
В новогоднюю неделю 2010—2011 года сериал «Литейный» телеканала «НТВ» стал вторым в российском рейтинге телесериалов (рейтинг — 8,1 %, доля — 20,6 %) после сериала «Брат за брата» этого же телеканала.

## Сюжет
В Санкт-Петербурге по адресу Литейный, 4 находится специальный отдел по расследованию особо важных преступлений. В его состав входят оперативные сотрудники самых разных структур, собранных в независимую команду, подчиняющуюся ограниченному кругу лиц и имеющую особое финансирование. Спецотдел занимается самыми сложными делами — наркоторговля, торговля оружием и человеческими органами, детская проституция, угроза терроризма. Им мешают заговоры и интриги в кулуарах государства, крупные чиновники и представители большого бизнеса.
Спустя некоторое время произошли изменения в актёрском составе и среди персонажей: вместо прежнего шефа — генерала Кузнецова (Юрий Кузнецов) в спецотделе появился новый начальник — генерал Шаламов (Евгений Сидихин), боевой офицер и интеллектуал.

## В ролях

### Сотрудники органов
| Актёр                | Роль |
| -------------------- | --- |
| Юрий Кузнецов        | Юрий Александрович Кузнецов, генерал-майор ФСБ, начальник специального отдела. (1 сезон)                                                               |
| Евгений Сидихин      | Евгений Андреевич Шаламов, генерал-майор ФСБ, начальник специального отдела. (2—8 сезоны)                                                              |
| Сергей Селин         | Сергей Селин («Габен»), полковник ФСБ, сотрудник специального отдела, бывший сотрудник спецназа. (1—8 сезоны)                                          |
| Андрей Федорцов      | Андрей Ухов («Моцарт»), майор/подполковник/полковник ФСБ, сотрудник специального отдела. (1—8 сезоны)                                                  |
| Алексей Нилов        | Алексей Нилов («Адвокат»), сотрудник специального отдела, бывший адвокат, имеющий большие связи в преступном мире. (1—8 сезоны)                        |
| Анастасия Мельникова | Анастасия Мельникова, майор ФСБ/полиции, психолог специального отдела/психолог ГУ МВД России по Санкт-Петербургу и Ленинградской области. (1—8 сезоны) |
| Анвар Либабов        | Антон Грошев («Профессор», «Гуру»), сотрудник специального отдела, программист, компьютерный ассистент, доктор технических наук. (1—8 сезоны)          |
| Сергей Воробьёв      | Сергей Воробьёв, полковник ФСБ, командир спецназа ФСБ. (1—8 сезоны)                                                                                    |
| Константин Соловьёв  | Виктор Скворцов, майор ФСБ, сотрудник специального отдела. (5—8 сезоны)                                                                                |
| Максим Дрозд         | Егор Богданов, майор ФСБ, сотрудник специального отдела. (8 сезон)                                                                                     |
| Татьяна Колганова    | Анна Михайловна Немчинова, советник юстиции, возлюбленная Шаламова. (4—8 сезоны)                                                                       |

### Другие персонажи
| Актёр                | Роль                                                        |
| -------------------- | ----------------------------------------------------------- |
| Светлана Крючкова    | Ирина Васильевна Кузнецова, жена Юрия Кузнецова. (1 сезон)  |
| Марьяна Семёнова     | Марина Селина, жена Селина. (1, 3—8 сезоны)                 |
| Татьяна Шахматова    | Дарья Сергеевна Селина, дочь Селина. (1—4, 7—8 сезоны)      |
| Анна Лутцева         | Алла Ухова, жена Ухова. (1—8 сезоны)                        |
| Полина Сидихина      | Полина Евгеньевна Шаламова, дочь Шаламова. (2—3 сезоны)     |
| Екатерина Проскурина | Лидия, патологоанатом, возлюбленная Скворцова. (5—8 сезоны) |
| Алина Ван Ортон      | Маргарита Тобольская, возлюбленная Воробьёва. (5—7 сезоны)  |

Изначально сериал назывался «Литейный, 4». Однако после премьеры первого сезона стали поступать вопросы от телезрителей: «Если есть „Литейный, 4“, где тогда первые три сезона? Почему не показали первые три сезона?» и т. п. После этого продюсеры сериала приняли решение убрать «4» из названия.
Герои сериала «Литейный» подполковник Ухов (Андрей Федорцов) и майор Мельникова (Анастасия Мельникова) появились в новогоднем эпизоде «Глухарь. Приходи, Новый год!» сериала «Глухарь».